# Marché de gros de fruits de mer de Huanan
Wikipédia ne donne pas de conseils médicaux ou sanitaires. Cet article est susceptible de contenir des informations obsolètes ou inexactes. Seul un professionnel de la santé est apte à vous fournir un avis médical, et seules les autorités sanitaires de votre pays sont compétentes pour donner des consignes de santé publique relatives à la pandémie de Covid-19.
Le marché de gros de fruits de mer de Huanan (chinois simplifié : 武汉华南海鲜批发市场 ; chinois traditionnel : 武漢華南海鮮批發市場 ; pinyin : Wǔhàn huánán hǎixiān pīfā shìchǎng), est un marché de fruits de mer et d'autres animaux vivants (yewei) situé dans le district de Jianghan de la ville de Wuhan, province du Hubei, en Chine. Ce type de marché est dit marché humide.
Il a attiré l'attention des médias après que l'Organisation mondiale de la santé a été informée le 31 décembre 2019 d'une épidémie de pneumonie à Wuhan, qui y était potentiellement centrée. Sur les 41 patients initialement hospitalisés pour une pneumonie, qui avaient été identifiés comme ayant une infection au SARS-CoV-2 confirmée en laboratoire au 2 janvier 2020 et donnant la maladie à coronavirus 2019, les deux tiers avaient été exposés au marché qui a été fermé le 1er janvier 2020.

## Description
Le marché, situé à quelques pâtés de maisons de la gare de Hankou, 3e gare ferroviaire la plus importante de Wuhan, occupe plus de 50 000 m2 et abrite plus de 1 000 commerçants. Il a été créé en 2005 par South China Seafood Market Co., Ltd. qui est une filiale de Wuhan South China Real Estate Group Co. C'est le plus grand marché de gros fruits de mer à Wuhan et en Chine centrale,. Il est dédié au commerce de détail et de gros des produits de la mer et de la viande. Le marché est divisé en un secteur est, pour la viande et un secteur ouest, pour les produits marins. Douze ruelles traversent le secteur est, avec environ 8 magasins par ruelle, procédant à l’abattage des animaux et à la vente de la viande.  Dans le secteur ouest, ce sont 15 ruelles qui sont dédiées principalement aux produits aquatiques, aux fruits de mer et aux condiments.
En 2013, à la suite de l’épidémie de la grippe A (H7N9), il a été demandé au marché de fruits de mer de diminuer ses transactions mais le marché n’a pas été fermé. Par contre, le marché de gros de volaille de Jintan (à Wuhan) a été fermé et 50 000 poulets et canards ont été abattus.
Les mesures d’hygiène alimentaire du marché laissaient beaucoup à désirer : ses voies sont étroites et les étals rapprochés, avec des animaux sauvages et domestiques vivants à proximité des animaux abattus pour la boucherie ; il est courant de voir ces derniers écorchés, exposés à l'air libre. Des photos prises avant sa fermeture ont été publiées sur une chaîne d’information chinoise d’Australie. On y voit des ruelles jonchées de détritus, des pièces d’animaux sauvages abattus et des animaux sauvages dans des cages métalliques entassées les unes sur les autres, des animaux morts jetés dans les caniveaux. Elles seraient tirées de la messagerie textuelle chinoise WeChat (微信 weixin).
Bien que le marché de Huanan soit dénommé un marché de fruits de mer, il était principalement connu pour les ventes de viande de brousse (ye wei en chinois) et d'autres animaux exotiques en raison d'une demande des consommateurs. Une photo qui a circulé sur Internet montrait une liste émanant d'une entreprise du marché qui indiquait les prix de 112 articles différents, y compris un certain nombre d'animaux sauvages. Les articles vendus sur le marché comprenaient entre autres des mammifères (porc, chameau, mouton, cerf, kangourou, lapin, castor, rat, porc-épic, rat des bambous, blaireau, loutre, civette, chien, renard, louveteaux, hérisson), des oiseaux (volaille, autruche, paon, faisan), des reptiles (crocodile, tortue, divers serpents y compris bungarus multicinctus), des amphibiens (grenouilles, salamandre géante), des arthropodes (cigale, scorpion, scolopendre), etc,,,,,.

## Pandémie de Covid-19
En décembre 2019, une épidémie de pneumonie s'est déclarée à Wuhan. L'enquête préliminaire a révélé que la plupart des cas étaient liés à des visiteurs et des commerçants travaillant au marché. L'emplacement du marché, près de la gare de Hankou, a pu contribuer à la propagation du virus. Le 1er janvier 2020, en réponse à la flambée initiale de maladie à coronavirus 2019, les autorités sanitaires ont fermé le marché pour effectuer des investigations et nettoyer et désinfecter les lieux,,. 
Le 2 janvier 2020, une nouvelle souche de coronavirus, appelée temporairement 2019-nCoV, puis définitivement SARS-CoV-2, a été confirmée chez 41 personnes initialement hospitalisées pour une maladie à coronavirus 2019, dont les deux tiers étaient directement exposées au marché,,,. Au total, toutefois, 13 de ces 41 premiers patients n'avaient aucun lien avec le marché, dont le 1er patient ayant développé des symptômes (1er décembre 2019), un chiffre significatif et qui pourrait amener à réviser l'hypothèse sur l'origine de l'épidémie selon certains experts,: le marché de Huanan aurait pu être le premier cluster documenté, plutôt que le lieu d'origine du virus.  
Des échantillons d'animaux du marché ont été prélevés entre le 1er janvier et le 12 janvier 2020 ; fin janvier 2020, le Centre chinois de contrôle et de prévention des maladies a révélé que le virus avait été trouvé dans 33 des 585 spécimens d'animaux prélevés sur le marché. 31 des 33 échantillons confirmés en laboratoire provenaient de la zone du marché où la faune sauvage était vendue.